# Gu Family Book
Gu Family Book (en hangul, 구가의 서; en hanja, 九家의 書; romanización revisada, Gugaui Seo), también conocida en español como El libro secreto de la familia Gu, es una serie de televisión histórica surcoreana de fantasía creada por Kang Eun Kyung (Pan, amor y sueños) y emitida durante 2013, sobre los problemas y vivencias de una criatura mítica, mitad humano, en su lucha para encontrar el Libro de la Familia Gu y así vivir como un ser humano.
Es protagonizada por Lee Seung Gi, anteriormente conocido por ser el protagonista en Sorpresas del destino y Suzy de la banda Miss A, recordada por su protagónico en Dream High. Fue transmitida en su país de origen por MBC desde el 8 de abril hasta el 25 de junio de 2013, finalizando con una longitud de 24 episodios al aire los días lunes y martes a las 21:55 (KST).

## Sinopsis
Después de que su padre noble es injustamente acusado de ser un traidor y es asesinado, Yoon Seo Hwa (Lee Yeon Hee), su hermano menor Jung Yoon (Lee David) y su criada Dam (Kim Bo Mi) son enviados a una casa gisaeng. El patrón de Seo Hwa es Jo Gwan-woong (Lee Sung-jae), el hombre que traicionó y mató a su padre. Antes que Jo Gwan Woong llegue, Dam intercambia ropa con Seo Hwa para que pueda huir, perseguida por los hombres de Gwan Woong. Gu Wol Ryung (Choi Jin Hyuk), un protector de bosque místico y gumiho, encuentra a Seo Hwa inconsciente y enamorado de ella, la protege. Cuando Seo Hwa se despierta, después de un tiempo ella también se enamora y se casan luego de que él le dice que tanto Dam y Jung Yoon pudieron huir y son seguros. En realidad, Jung Yoon ha sido ahorcado, mientras que Dam se ha suicidado. Wol Ryung, incapaz de decirle la verdad, le mintió a ella y no le dijo que él es un gumiho.
Wol Ryung decide convertirse en humano para estar con Seo Hwa. Para ello, debe vivir 100 días sin mostrar su verdadera forma a un ser humano, sin tener una vida, y debe ayudar a cualquier persona que necesite ayuda. Pero si falla, perderá toda posibilidad de llegar a ser humano, y se convertirá en un demonio durante los próximos mil años. Wol Ryung supera con éxito la mayoría de las reglas estos siguientes días, pero los hombres de Gwan Woong un día encuentran a Seo Hwa sola en el bosque. Wol Ryung corre a ayudarla y revela su verdadera forma, masacrando a los soldados. Seo Hwa, horrorizada, lo deja, y más tarde él es asesinado por el soldado Dam Pyeong Joon (Jo Sung Ha), que había sido informado de que el gumiho estaba asesinando inocentes. Seo Hwa pronto descubre que está embarazada de Wol Ryung y da a luz a un hijo. Al darse cuenta de que el bebé no es un monstruo y lamentando su traición a Wol Ryung, Seo Hwa encomienda al bebé al cuidado de un monje, Sojung (Kim Hee Won). A continuación, se enfrenta a Gwan Woong, pero es asesinada.
El niño es adoptado por el noble Park Mu Sol (Um Hyo Sup) y crece como Choi Kang Chi (Lee Seung Gi), aparentemente el hijo del Señor Park, el sirviente Choi (Kim Dong Kyun), pero se crio como parte de la familia Park. Aunque la esposa de Mu Sol, la Señora Yoon (Kim Hee Jung) nunca se encariñó con él, El señor Park ama a Kang Chi como a su propio hijo, y él está cerca de los hermanos Tae Seo (Yoo Yeon Seok) y Chung Jo (Lee Yu Bi), a quien ama a pesar de que ella está comprometida con otro. Kang Chi es conocido en el pueblo como un alborotador, pero es de buen corazón, es leal, y querido por los sirvientes en la Posada de los Cien Años, que maneja la familia Park. Sin embargo, vuelve a la aldea Jo Gwan Woong. Él cree que el acaudalado señor Park ha escondido el tesoro dentro de la posada y en su esquema para hacerse cargo de él, el Señor Park muere defendiendo a Kang Chi. Gwan Woong lanza Tae Seo y su madre a la cárcel, y Chung Jo es vendida como una gisaeng y convencida de usar su belleza y artimañas para ganar algún día el poder y la venganza. Después de que Kang Chi le promete a la Señora Yoon que él se hará cargo de los hermanos Park, ella hace un vano intento de apuñalar Gwan Woong y es asesinada. Mientras tanto, Gwan Woong queda intrigado por Kang Chi y su fuerza aparentemente sobrehumana.
Al mismo tiempo, Dam Yeo Wool (Suzy) y Gon (Sung Joon) han sido enviados a la aldea por su padre, ahora Yeo Wool domina las artes marciales con Dam Pyeong Joon, para investigar una serie de asesinatos que sospechan que Gwan Woong es responsable. Siendo testigo Yeo Wool de los eventos que acontecen a la familia Park, e instintivamente ayudando a Kang Chi cuando es perseguido por los soldados de Gwan Woong. Durante la pelea, un soldado rompe la pulsera de cuentas de Kang Chi, usada para contener sus poderes. Kang Chi se transforma en una bestia mitad humano y fácilmente derrota a sus enemigos. Sojung más tarde le dice a Kang Chi la verdad sobre sus orígenes, incluyendo el místico y difícil de alcanzar Libro de la familia Gu, que posee el secreto para ser plenamente humano.
Kang Chi es tomado bajo el cuidado de Yi Sun Sin (Yoo Dong Geun), un comandante naval. Yi Sun Sin, el Maestro de Dam, y el difunto Señor Park eran parte de un grupo secreto para proteger a la nación de Joseon contra la invasión extranjera. Yi coloca a Kang Chi en la escuela de artes marciales a cargo de la presa principal, y allí es capacitado física y mentalmente y debe aprender a controlar sus transformaciones. Después de descubrir que debajo de la ropa de hombre hay una chica, Kang Chi se comienza a enamorar de Yeo Wool, quien ya tiene sentimientos hacia él. Sin embargo, varios obstáculos siguen en su camino: la continua villanía de Gwan Woong, el conocimiento de que fue el padre de Yeo Wool quien mató al padre de Kang Chi, la reaparición de Wol Ryung, que se ha convertido en un demonio sin recuerdos que sólo pueden ser asesinado por su hijo; y la advertencia de Sojung, que Yeo Wool está destinada a morir si se queda con el hombre con el que se encontró bajo el árbol de flor de durazno bajo una luna creciente, que no es otro que el propio Kang Chi.

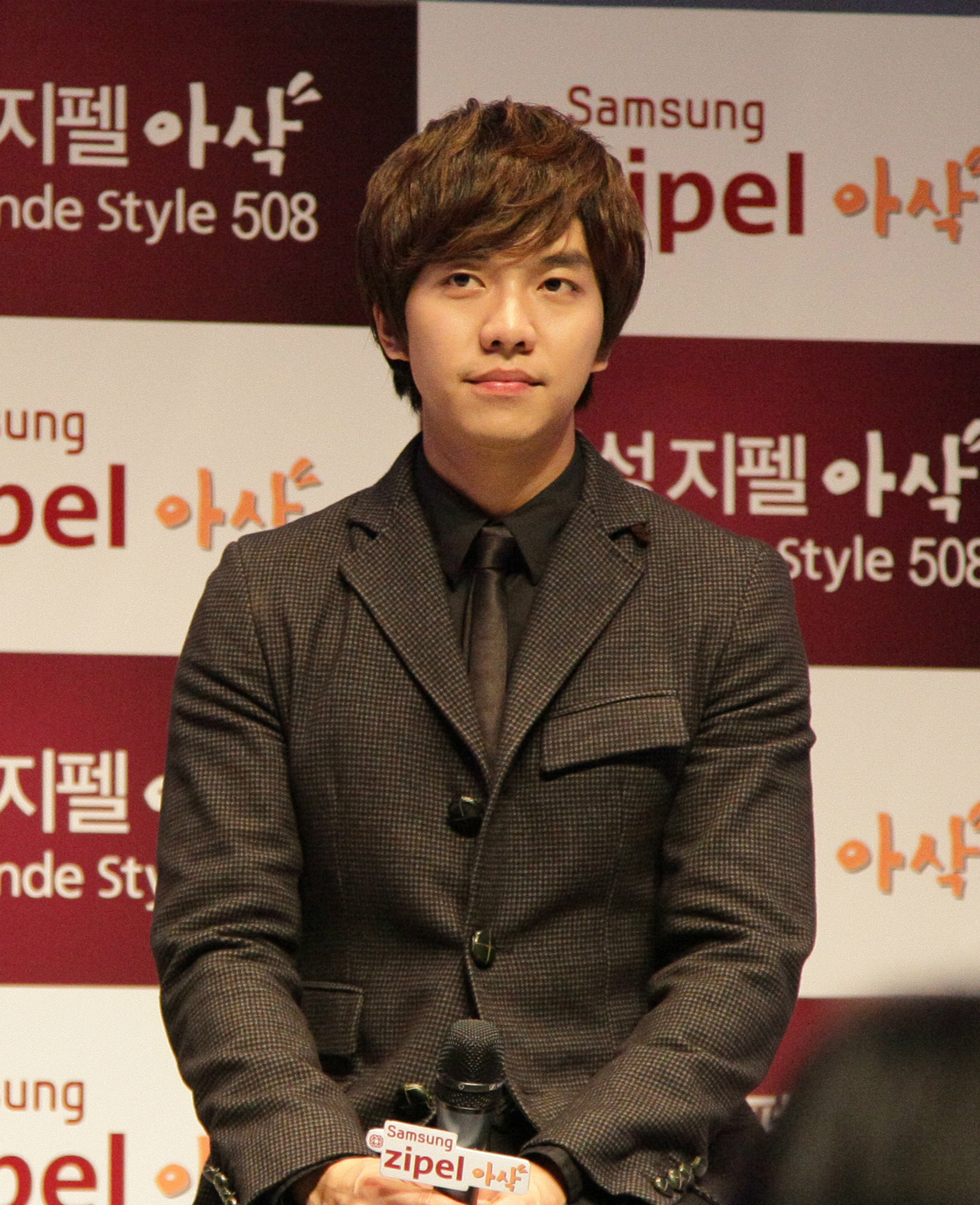
Lee Seung Gi quien interpreta a Choi Kang Chi, una criatura mitad humana.

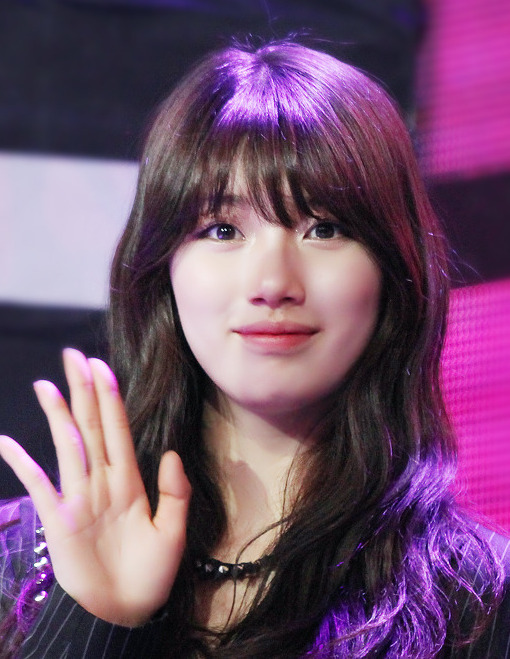
Suzy como Yeo Wool la mujer destinada a Kang Chi.

## Reparto

### Personajes principales
- Lee Seung Gi como Choi Kang Chi
- Suzy como Dam Yeo Wool.
- Sung Joon como Gon.
- Lee Sung-jae como Jo Gwan-woong.
- Jo Sung-ha como Dam Pyeong-joon.

### Personajes secundarios
- Yoo Yeon Seok como Park Tae Seo.
- Lee Yu Bi como Park Chung Jo.
- Jung Hye Young como Chun Soo Ryun.
- Yoo Dong Geun como Yi Sun Sin.
- Choi Jin Hyuk como Gu Wol Ryung.
- Lee Yeon Hee como Yoon Seo Hwa (joven).
- Yoon Se Ah como Yoon Seo Hwa.
- Kim Hee-won como So Jung.
- Um Hyo-sup como Park Moo-sol.
- Lee Do Kyung como Profesor Gong Dal.
- Jo Jae-yoon como Ma Bong-chul.
- Kim Dong Kyun como Choi.
- Jin Kyung como Yeo Joo.
- Kim Ki Bang como Eok Man.
- Kim Sung Hoon como Wol Dae.
- Son Ga Young como Wol Sun.
- Kim Hee Jung como Dama Yoon.
- Jo Woo-jin como un soldado de Jo Gwan-woong.
- David Lee McInnis como Kageshima.
- Song Young Kyu como Pil Mok.
- Park Joo Hyung como Han Noh.
- Lee David como Yoon Jung Yoon.
- Kim Bo Mi como Dam.

## Producción

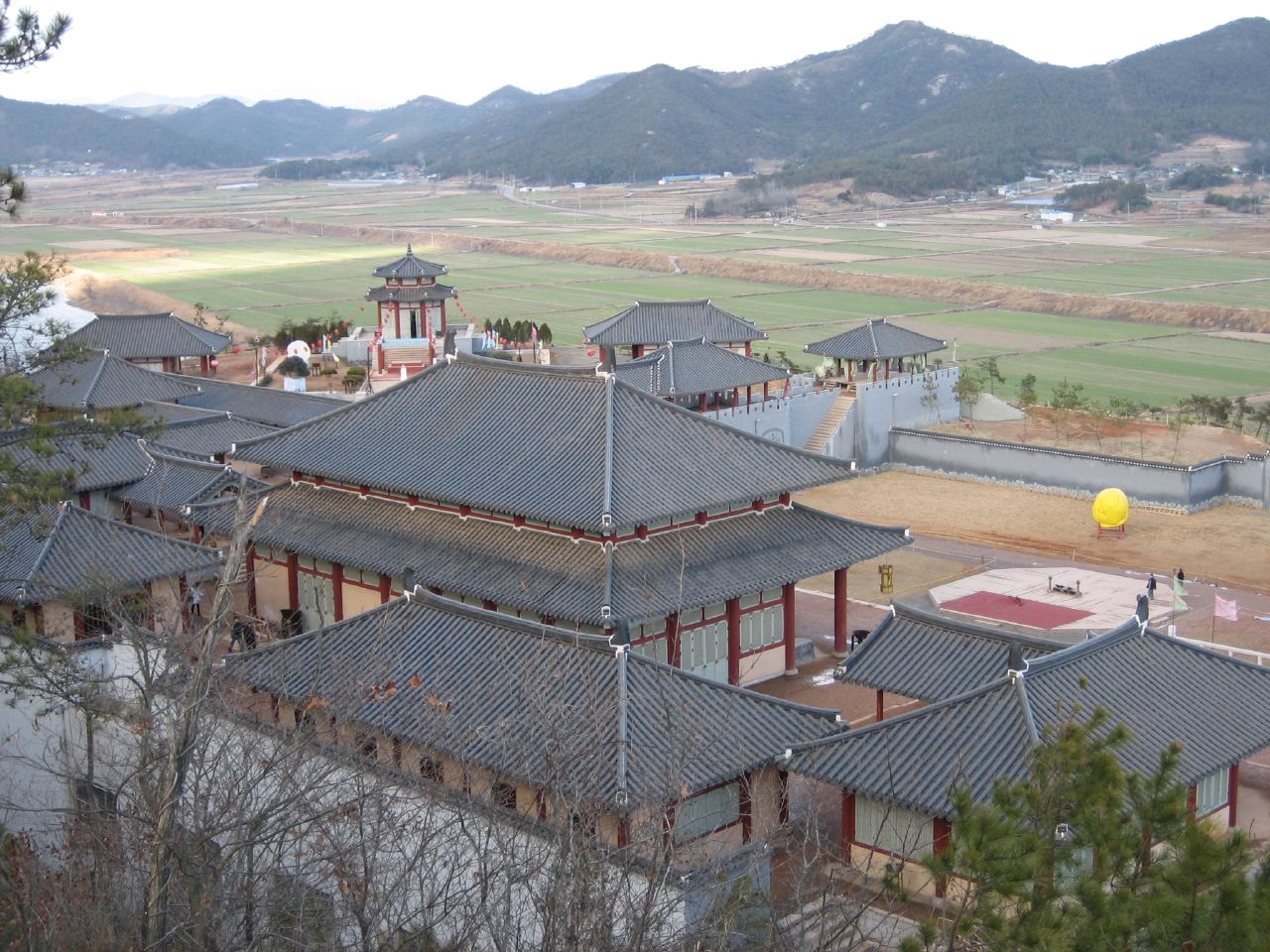
MBC Dramia, lugar de grabación.

La serie fue filmada en el parque MBC Dae Jang Geum ubicado en la provincia de Gyeonggi.

## Recepción

### Audiencia
En Azul la audiencia más baja y en rojo la más alta, correspondientes a las empresas medidoras TNms y AGB Nielsen.
| Ep. #    | Fecha de estreno    | Share        | Share        | Share       | Share       |
| Ep. #    | Fecha de estreno    | TNmS Ratings | TNmS Ratings | AGB Nielsen | AGB Nielsen |
| Ep. #    | Fecha de estreno    | Nacional     | Seúl         | Nacional    | Seúl        |
| -------- | ------------------- | ------------ | ------------ | ----------- | ----------- |
| 1        | 8 de abril de 2013  | 11.5 %       | 13.1 %       | 11.2 %      | 12.2 %      |
| 2        | 9 de abril de 2013  | 12.4 %       | 13.4 %       | 12.2 %      | 13.4 %      |
| 3        | 15 de abril de 2013 | 13.6 %       | 15.2 %       | 13.6 %      | 15.5 %      |
| 4        | 16 de abril de 2013 | 14.1 %       | 15.7 %       | 15.1 %      | 17.1 %      |
| 5        | 22 de abril de 2013 | 13.3 %       | 15.4 %       | 14.4 %      | 17.0 %      |
| 6        | 23 de abril de 2013 | 14.2 %       | 16.5 %       | 15.8 %      | 18.3 %      |
| 7        | 29 de abril de 2013 | 14.0 %       | 16.2 %       | 16.3 %      | 19.3 %      |
| 8        | 30 de abril de 2013 | 14.2 %       | 16.2 %       | 16.4 %      | 19.0 %      |
| 9        | 6 de mayo de 2013   | 13.8 %       | 15.5 %       | 15.4 %      | 18.0 %      |
| 10       | 7 de mayo de 2013   | 14.3 %       | 16.2 %       | 14.4 %      | 16.9 %      |
| 11       | 13 de mayo de 2013  | 14.1 %       | 16.3 %       | 14.5 %      | 16.9 %      |
| 12       | 14 de mayo de 2013  | 15.1 %       | 18.2 %       | 15.9 %      | 18.7 %      |
| 13       | 20 de mayo de 2013  | 15.9 %       | 17.2 %       | 14.8 %      | 17.2 %      |
| 14       | 21 de mayo de 2013  | 14.4 %       | 16.9 %       | 15.9 %      | 18.0 %      |
| 15       | 27 de mayo de 2013  | 15.3 %       | 18.3 %       | 16.4 %      | 19.3 %      |
| 16       | 28 de mayo de 2013  | 16.6 %       | 20.1 %       | 18.2 %      | 21.7 %      |
| 17       | 3 de junio de 2013  | 15.8 %       | 18.2 %       | 17.5 %      | 21.0 %      |
| 18       | 4 de junio de 2013  | 16.0 %       | 18.9 %       | 18.8 %      | 22.4 %      |
| 19       | 10 de junio de 2013 | 17.3 %       | 21.0 %       | 18.3 %      | 21.5 %      |
| 20       | 11 de junio de 2013 | 18.2 %       | 21.7 %       | 19.1 %      | 22.3 %      |
| 21       | 17 de junio de 2013 | 18.5 %       | 21.8 %       | 18.6 %      | 21.8 %      |
| 22       | 18 de junio de 2013 | 15.3 %       | 17.5 %       | 16.3 %      | 18.9 %      |
| 23       | 24 de junio de 2013 | 17.7 %       | 20.2 %       | 17.8 %      | 21.1 %      |
| 24       | 25 de junio de 2013 | 18.7 %       | 22.1 %       | 19.5 %      | 22.9 %      |
| Promedio | Promedio            | 15.1 %       | 17.5 %       | 16.1 %      | 18.7 %      |

## Banda sonora
1. YISABEL - «My Eden»
2. Lee Sang Gon - «Love Hurts»
3. Lee Ji Young - «Love Is Blowing»
4. Baek Ji Young - «Spring Rain»
5. Suzy (Miss A) - «Don't Forget Me»
6. The One - «Best Wishes To You»
7. Lee Seung Gi - «Last Word»
8. 4MEN - «Only You»
9. Shin Jae - «Will You be My Love Rain»
10. Choi Jin Hyuk - «Best Wishes To You»

## Premios y nominaciones
| Año  | Premio                                       | Categoría                                        | Candidato                   | Resultado |
| ---- | -------------------------------------------- | ------------------------------------------------ | --------------------------- | --------- |
| 2013 | 7th Mnet 20's Choice Awards                  | 20's Drama Star - Male                           | Lee Seung-gi                | Nominado  |
| 2013 | 7th Mnet 20's Choice Awards                  | 20's Drama Star - Female                         | Suzy                        | Ganadora  |
| 2013 | 7th Mnet 20's Choice Awards                  | 20's Booming Star - Female                       | Lee Yu-bi                   | Nominada  |
| 2013 | 8th Seoul International Drama Awards         | Mejor serie coreana                              | Gu Family Book              | Nominada  |
| 2013 | 8th Seoul International Drama Awards         | Mejor actriz coreana                             | Suzy                        | Ganadora  |
| 2013 | 8th Seoul International Drama Awards         | Mejor BSO en serie coreana                       | Spring Rain - Baek Ji-young | Nominada  |
| 2013 | 8th Seoul International Drama Awards         | Mejor BSO en serie coreana                       | Don't Forget Me - Suzy      | Nominada  |
| 2013 | 6th Korea Drama Awards                       | Mejor director de producción                     | Shin Woo-chul               | Nominado  |
| 2013 | 6th Korea Drama Awards                       | Premio a la gran excelencia, actor               | Lee Seung-gi                | Nominado  |
| 2013 | 6th Korea Drama Awards                       | Premio a la excelencia, actriz                   | Suzy                        | Nominada  |
| 2013 | 6th Korea Drama Awards                       | Mejor pareja                                     | Lee Seung-gi and Suzy       | Nominados |
| 2013 | 6th Korea Drama Awards                       | Mejor banda sonora original                      | Only You - 4Men             | Ganadora  |
| 2013 | 5th MelOn Music Awards                       | Mejor banda sonora original                      | Only You - 4Men             | Nominada  |
| 2013 | 15th Mnet Asian Music Awards                 | Mejor banda sonora original                      | Don't Forget Me - Suzy      | Nominada  |
| 2013 | 2nd APAN Star Awards                         | Premio a la excelencia, actor                    | Lee Seung-gi                | Nominado  |
| 2013 | 2nd APAN Star Awards                         | Premio Acting, Actor                             | Lee Sung-jae                | Nominado  |
| 2013 | 2nd APAN Star Awards                         | Mejor actor revelación                           | Choi Jin-hyuk               | Ganador   |
| 2013 | 2nd APAN Star Awards                         | Mejor actriz revelación                          | Lee Yu-bi                   | Ganadora  |
| 2013 | 2nd APAN Star Awards                         | Best Action                                      | Gu Family Book              | Ganadora  |
| 2013 | MBC Drama Awards                             | Serie del año                                    | Gu Family Book              | Nominada  |
| 2013 | MBC Drama Awards                             | Premio a la gran excelencia, actor en miniserie  | Lee Seung-gi                | Ganador   |
| 2013 | MBC Drama Awards                             | Premio a la gran excelencia, actriz en miniserie | Suzy                        | Ganadora  |
| 2013 | MBC Drama Awards                             | Premio a la excelencia, actriz en miniserie      | Lee Yeon-hee                | Nominada  |
| 2013 | MBC Drama Awards                             | Mejor actor revelación                           | Choi Jin-hyuk               | Nominado  |
| 2013 | MBC Drama Awards                             | Mejor actor revelación                           | Lee Yu-bi                   | Nominado  |
| 2013 | MBC Drama Awards                             | Premio a la popularidad                          | Lee Seung-gi                | Ganadora  |
| 2013 | MBC Drama Awards                             | Premio a la popularidad                          | Suzy                        | Nominada  |
| 2013 | MBC Drama Awards                             | Mejor pareja                                     | Lee Seung-gi and Suzy       | Ganadores |
| 2014 | 50th Baeksang Arts Awards                    | Mejor actor revelación (TV)                      | Choi Jin-hyuk               | Nominado  |
| 2014 | 50th Baeksang Arts Awards                    | Actor más popular (TV)                           | Lee Seung-gi                | Nominado  |
| 2014 | 50th Baeksang Arts Awards                    | Actor más popular (TV)                           | Choi Jin-hyuk               | Nominado  |
| 2014 | 50th Baeksang Arts Awards                    | Actriz más popular (TV)                          | Suzy                        | Nominada  |
| 2014 | 2nd Asia Rainbow TV Awards                   | Mejor vestuario                                  | Gu Family Book              | Ganadora  |
| 2014 | 2nd Asia Rainbow TV Awards                   | Mejor actor protagonista                         | Lee Seung-gi                | Ganador   |
| 2014 | 2nd Asia Rainbow TV Awards                   | Mejor actor de reparto                           | Choi Jin-hyuk               | Ganador   |
| 2014 | 2nd Asia Rainbow TV Awards                   | Mejor actriz de reparto                          | Lee Yu-bi                   | Nominado  |
| 2014 | 2nd Asia Rainbow TV Awards                   | Mejor director                                   | Shin Woo-chul               | Ganador   |
| 2014 | 2nd Asia Rainbow TV Awards                   | Mejor guion                                      | Kang Eun-kyung              | Nominado  |
| 2014 | 2nd Asia Rainbow TV Awards                   | Mejor canción                                    | Only You - 4Men             | Nominada  |
| 2014 | 16th Seoul International Youth Film Festival | Mejor actor joven                                | Sung Joon                   | Nominado  |
| 2014 | 16th Seoul International Youth Film Festival | Mejor actriz joven                               | Suzy                        | Nominada  |

## Emisión internacional
- Birmania: SkyNet (2013).
- China: Xing Kong (2014).
- Estados Unidos: MBC America (2013).
- Filipinas: ABS-CBN (2013) y Jeepney TV (2016).
- Hong Kong: Now 101 (2013).
- Indonesia: Indosiar (2013).
- Israel: Viva (2013).
- Japón: KNTV (2014).
- Mongolia: TV9 (2014).
- Singapur: VV Drama (2015).
- Tailandia: workpointTV (2014).
- Taiwán: GTV (2014) y ELTA TV (2014).